# Rhinosimus valdivianus
Rhinosimus valdivianus es una especie de coleóptero de la familia Salpingidae.

## Distribución geográfica
Habita en Chile.